# پنگوئن آدلی

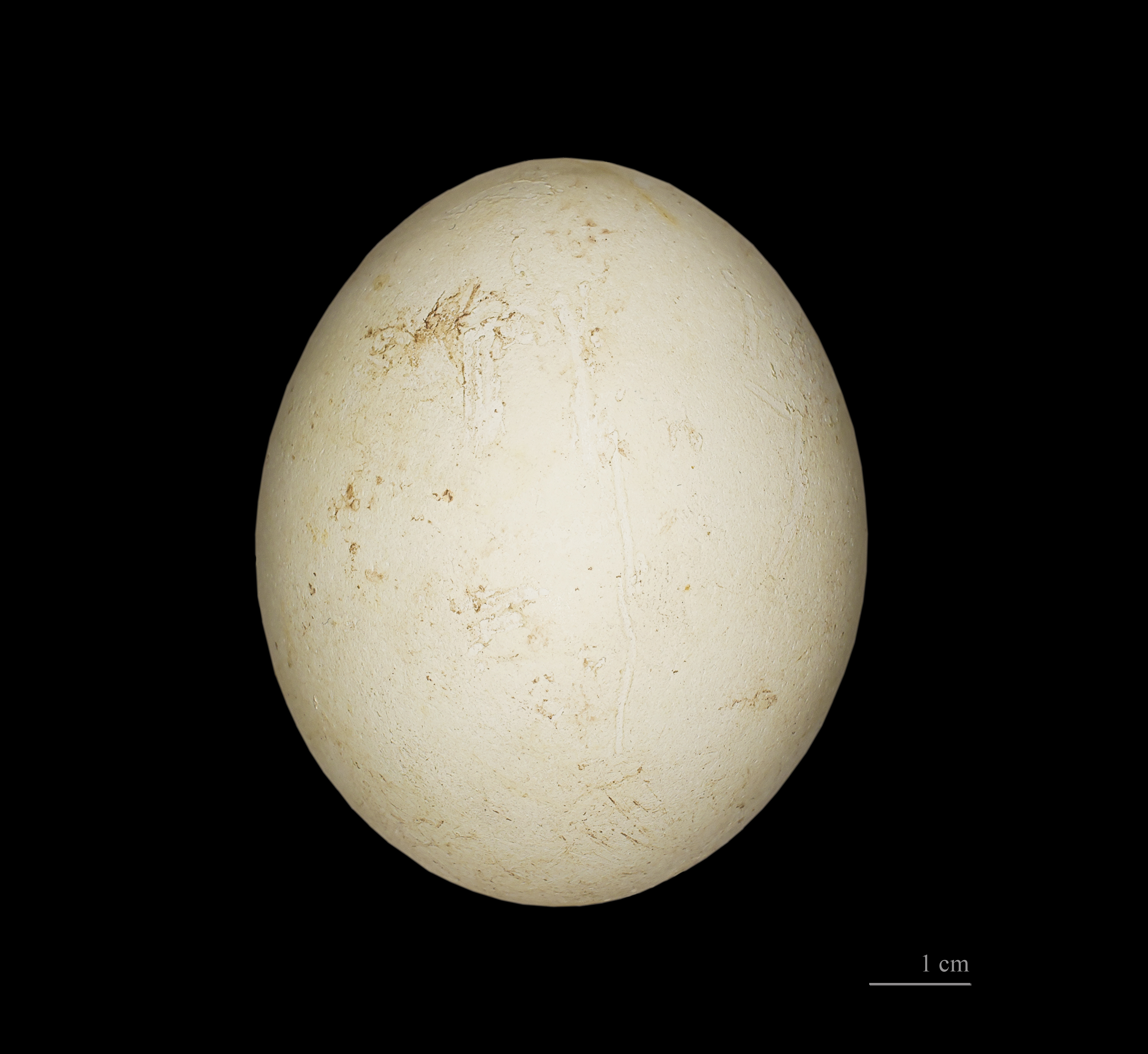
Pygoscelis adeliae

پنگوئن آدلی (نام علمی: Pygoscelis adeliae) گونه‌ای پنگوئن از سردهٔ پنگوئن‌های نوک‌دراز است که در طول سال در سواحل قطب جنوب زندگی می‌کند. آن‌ها در قطب جنوب با پنگوئن‌هایی از جمله پنگوئن امپراتور، مرغان برفی و مرغان قطب جنوب همسایه‌اند. این گونه پنگوئن در سال ۱۸۴۰ توسط یک کاوشگر فرانسوی به نام ژول دومون دورویل کشف کرد.

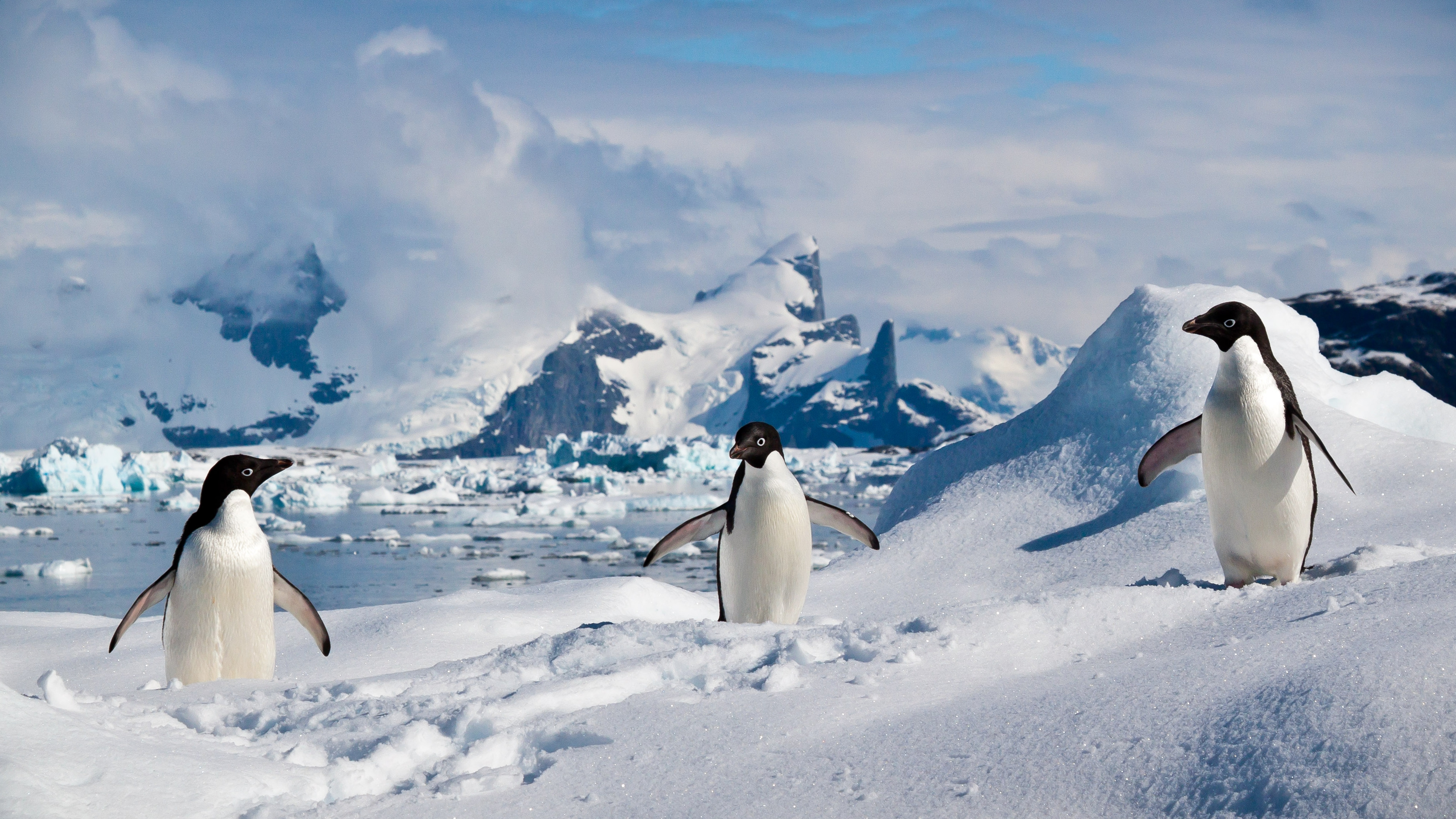

- سه پنگوئن آدلی در تکاپو